# Sungai Sambas
Sungai Sambas är ett vattendrag i Indonesien. Det ligger i den nordvästra delen av landet, 900 km norr om huvudstaden Jakarta.